# Prochaines élections générales haïtiennes
Les prochaines élections générales haïtiennes sont prévues pour le 15 novembre 2025 en même temps que l'élection présidentielle et qu'un référendum constitutionnel afin de renouveler les 119 membres de la Chambre des députés et 19 des 30 membres du Sénat de la République d'Haïti. Initialement prévue le 27 octobre 2019 puis décalée de près de deux ans au 26 septembre 2021 faute d'approbation de la loi électorale par le Parlement sortant, l'organisation du scrutin est de nouveau reportée après l'assassinat de Jovenel Moïse au 7 novembre 2021 et 23 janvier 2022 puis à une date ultérieure.

## Contexte

### Instabilité

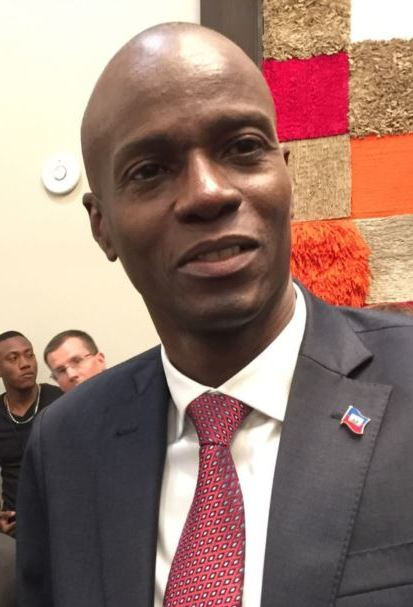
Le président Jovenel Moïse.

Initialement prévues pour le 27 octobre 2019, les élections sont reportées à une date indéterminée faute de vote sur la loi électorale, dans le contexte d'une grave crise politique qui voit le gouvernement rester démissionnaire depuis plus de six mois. En effet, le 21 mars 2019, Jean-Michel Lapin est nommé Premier ministre d'Haïti par intérim, en remplacement de Jean-Henry Céant, renversé par une motion de censure. Le 9 avril, il est chargé de former un gouvernement. Celui-ci est annoncé le 9 mai. N'étant pas parvenu à faire approuver son équipe gouvernementale, il démissionne le 22 juillet suivant. Fritz-William Michel est nommé pour lui succéder. Il forme son gouvernement, paritaire, le 25 juillet,. Le 4 septembre, il obtient sa confiance par 76 voix pour et trois abstentions. Il n'est cependant pas ratifié par le Sénat.
D'importantes manifestations ont en effet lieu à partir de février 2019 à la suite de la publication du rapport d'une enquête judiciaire selon lequel de hauts responsables du gouvernement haïtien auraient utilisé frauduleusement jusqu'à 3,8 milliards de dollars d'emprunts du programme vénézuélien Petrocaribe et que le président Jovenel Moïse serait impliqué dans des affaires de corruption, de même que quinze anciens ministres et hauts fonctionnaires, dont deux ex-chefs du gouvernement,,. Des entreprises de Jovenel Moïse sont épinglées comme étant « au cœur d’un stratagème de détournement de fonds ».
Le 13 janvier 2020, le mandat de la Chambre des députés et de deux tiers des sénateurs prend fin, ce qui rend le Parlement non fonctionnel. Le président peut alors gouverner par décrets. Le 2 mars, Joseph Joute est nommé Premier ministre. Il est investi avec son gouvernement le 4 mars.
Le gouvernement finit par annoncer début janvier 2021 la tenue des élections législatives en même temps que le premier tour de la présidentielle le 19 septembre de la même année, avec des second tours éventuels le 21 novembre. Le premier tour est par la suite décalé au 26 septembre.
En l'absence d'un Conseil constitutionnel, d'un Conseil électoral permanent, et d'un Sénat fonctionnel, il existe une ambiguïté sur la date de fin de mandat de Jovenel Moïse. Alors que ce dernier estime, qu'étant élu en 2016 et ayant pris ses fonctions le 7 février de l'année suivante, que son mandat se termine le 7 février 2022, l'opposition et des secteurs de la société civile estiment que son mandat prend fin le 7 février 2021. Le 7 février 2021, le Conseil supérieur du pouvoir judiciaire déclare la fin du mandat présidentiel. Le jour même, le gouvernement annonce avoir déjoué une tentative de putsch. Le lendemain, l'opposition annonce nommer le juge Joseph Mécène Jean-Louis comme président par intérim pour une période de transition de deux ans, et la rédaction durant la période d'une nouvelle Constitution consensuelle dans le cadre d'une conférence nationale.

### Assassinat de Jovenel Moïse
Le 7 juillet 2021, le Premier ministre par intérim Claude Joseph annonce l'assassinat de Jovenel Moïse, dans la nuit du 6 au 7 juillet vers 1 h du matin, par un commando qui a attaqué sa résidence privée,. Sa femme aurait été blessée dans l'attaque.

### Report du scrutin
Le 12 août, le scrutin est de nouveau reporté avec un premier tour le 7 novembre 2021 et un second tour le 23 janvier 2022.
La dissolution le 27 septembre du Conseil électoral provisoire par le Premier ministre Ariel Henry reporte de facto sine die le scrutin. En juin 2022, il annonce la tenue d'élections « dans les meilleurs délais » une fois la situation sécuritaire rétablie.

### Accord politique de décembre 2022
Le 21 décembre 2022, un nouvel accord politique prévoit la tenue de nouvelles élections en 2023, l'investiture d'un nouveau président pour le 7 février 2024, et l'instauration d'un Haut Conseil de la transition de trois membres et d'un organe de contrôle de l'action gouvernementale. Aucun point de celui-ci n'entre en vigueur, à l'exception de la mise en place du HCT et le scrutin n'a pas lieu. Ariel Henry se maintient au-delà de la fin de son mandat le 7 février 2024, ce qui provoque des manifestations massives.

### Crise de 2024 et démission d'Ariel Henry
Le 29 février 2024, Henry annonce des élections d'ici le 31 août 2025.
Bloqué à Porto Rico en raison des violences des gangs armés dans Port-au-Prince, après un voyage diplomatique au Kenya avec qui il signe un accord sur le déploiement d'une force de maintien de l'ordre, il tente sans succès de rentrer via les États-Unis, la République dominicaine puis la Jamaïque. Alors qu'il a exclu dans un premier temps de quitter le pouvoir, alors que l'opposant Moïse Jean-Charles propose la mise en place d'un Conseil présidentiel après l'appui de d'autres partis,, il démissionne ensuite le 11 mars 2024 après avoir mis en place l’état d’urgence. La décision a été prise lors d'une réunion de la Communauté caribéenne au cours de laquelle les signataires de l'accord de Montana, En avant, le Collectif des signataires de la déclaration du 30 janvier 2023, ont soumis des propositions en vue d'organiser une transition. Les États-Unis et ont proposé le remplacement d'Ariel Henry par un Conseil présidentiel.

### Nouvelle période de transition
Il est remplacé par un Conseil présidentiel de transition de sept à neuf membres — dont certains seront des observateurs —, avec une gouvernance multicéphale avec un nouveau chef de gouvernement supervisé par le Conseil. Les membres seront choisis par des partis politiques, Montana, et le secteur privé.
En septembre 2024, le nouveau Premier ministre Garry Conille annonce la tenue du référendum constitutionnel en février 2025 et des élections en novembre 2025. En février 2025, alors que le président du Conseil présidentiel Leslie Voltaire souhaite organiser le scrutin le 15 novembre dans huit département, Smith Augustin souhaite qu'elles soient organisées sur l'ensemble du territoire, tandis que le nouveau Premier ministre Alix Didier Fils-Aimé conditionne leur tenue au rétablissement de la sécurité.
En février 2025, l'International Crisis Group estime que la tenue des scrutins en 2025 serait « irréaliste », la capitale Port-au-Prince étant contrôlée à 80 % par des gangs, ainsi que des pans de l'Artibonite. Alors qu'environ la moitié des électeurs du scrutin précédent sont originaires de ces régions, les gangs, qui ont à leur tête notamment Jimmy Chérizier, pourraient truquer le scrutin en faveur de candidats qui leur sont proches, voire en faveur de Chérisier lui-même, qui envisage de se présenter aux élections. Par ailleurs, la guerre des gangs en Haïti ayant provoqué le déplacement de millions de personnes, ceux-ci ont perdu leur carte électorale, qui leur sert aussi de carte d'identité. Le 25 avril 2025, le Conseil électoral provisoire annonce ne pas pouvoir confirmer la tenue du référendum constitutionnel et des scrutins parlementaire et présidentiel en 2025.

## Mode de scrutin

### Chambre des députés
La Chambre des députés est la chambre basse du parlement bicaméral haïtien. Elle est composée de 119 sièges pourvus pour quatre ans au suffrage direct selon une version modifiée du scrutin uninominal majoritaire à deux tours dans autant de circonscriptions. Pour l'emporter au premier tour, un candidat doit recueillir la majorité absolue ou une avance sur le candidat suivant au moins égale à 25 % des votes valides. À défaut, un second tour est organisé entre les deux candidats arrivés en tête, et celui recueillant le plus de voix est déclaré élu.

### Sénat
Le Sénat de la République est la chambre haute du parlement bicaméral haïtien. Il est composé de 30 sièges pourvus pour six ans au suffrage direct mais renouvelés par tiers tous les deux ans.  Chacun des dix départements du pays dispose de trois sièges, dont un renouvelé à chaque élection pour un total de dix sièges à pourvoir. 
Le scrutin a lieu selon une version modifiée du scrutin uninominal majoritaire à deux tours dans autant de circonscriptions que de sièges à pourvoir, celles ci correspondants aux dix départements d'Haïti. Pour l'emporter au premier tour, un candidat doit recueillir la majorité absolue ou une avance sur le candidat suivant au moins égale à 25 % des votes valides. À défaut, un second tour est organisé entre les deux candidats arrivés en tête, et celui recueillant le plus de voix est déclaré élu.
Du fait de l'organisation précédente d'élections ayant vu les 2/3 du Sénat élus en même temps, il a été initialement décidé que 10 des sénateurs élus en 2015-2016 verront leur mandat expirer en janvier 2019 puis janvier 2020, tandis que les dix autres seraient renouvelés avant janvier 2020 puis janvier 2022,. En janvier 2020, ce sont finalement tous les sièges de sénateurs élus en 2015-2016 qui ont été déclarés vacants. Ceux élus en 2016-2017 seront renouvelés en 2023.

## Principales forces politiques
| Parti | Parti                                                             | Idéologie                                                                | Chef de file                 |
| ----- | ----------------------------------------------------------------- | ------------------------------------------------------------------------ | ---------------------------- |
|       | Parti haïtien Tèt Kale (PHTK)                                     | Centre droit Social-libéralisme                                          | Ann Valérie Timothée Milfort |
|       | Inite                                                             |                                                                          |                              |
|       | Haïti en Action Ayiti an aksyon (AAA)                             |                                                                          | Youri Latortue               |
|       | Organisation du peuple en lutte (OPL)                             | Centre Social-démocratie                                                 | Andris Riché                 |
|       | Rassemblement des démocrates nationaux progressistes (RDNP)       |                                                                          | Michel André                 |
|       | Fanmi Lavalas                                                     |                                                                          | Maryse Narcisse              |
|       | Renmen Ayiti                                                      | Centre Centralisme, social-démocratie                                    | Jean-Henry Céant             |
|       | Platfom Pitit Desalin (PPD)                                       | Gauche à extrême gauche Anticapitalisme, socialisme, populisme de gauche | Jean-Charles Moïse           |
|       | Union nationale chrétienne pour la reconstruction d'Haïti (UNCRH) | Droite Protectionnisme, populisme de droite                              | Charles-Henri Baker          |
|       | Parti fusion des sociaux-démocrates haïtiens (PFSDH)              | Centre gauche à gauche Socialisme, social-démocratie, libéral socialisme | Edmonde Supplice Beauzile    |

## Résultats

### Chambre
| Partis                    | Partis                                                    | Votes | %   | Sièges | +/–           |
| ------------------------- | --------------------------------------------------------- | ----- | --- | ------ | ------------- |
|                           | Parti haïtien Tèt Kale                                    |       |     |        |               |
|                           | Inite                                                     |       |     |        |               |
|                           | Haïti en Action                                           |       |     |        |               |
|                           | Organisation du peuple en lutte                           |       |     |        |               |
|                           | Rassemblement des démocrates nationaux progressistes      |       |     |        |               |
|                           | Fanmi Lavalas                                             |       |     |        |               |
|                           | Parti fusion des sociaux-démocrates haïtiens              |       |     |        |               |
|                           | Union nationale chrétienne pour la reconstruction d'Haïti |       |     |        |               |
|                           | Renmen Ayiti                                              |       |     |        |               |
|                           | Platfom Pitit Desalin                                     |       |     |        |               |
|                           | Autres partis                                             |       |     |        |               |
|                           | Indépendants                                              |       |     |        |               |
|                           |                                                           |       |     |        |               |
| Votes valides             |                                                           |       |     |        |               |
| Votes blancs et invalides |                                                           |       |     |        |               |
| Total                     | Total                                                     |       | 100 | 119    | en stagnation |
| Abstention                |                                                           |       |     |        |               |
| Inscrits/Participation    |                                                           |       |     |        |               |

### Sénat
| Partis                    | Partis                                                    | Votes | %   | Sièges      | Sièges | Sièges      | Sièges        |
| Partis                    | Partis                                                    | Votes | %   | Total avant | Élus   | Total après | +/–           |
| ------------------------- | --------------------------------------------------------- | ----- | --- | ----------- | ------ | ----------- | ------------- |
|                           | Parti haïtien Tèt Kale                                    |       |     |             |        |             |               |
|                           | Inite                                                     |       |     |             |        |             |               |
|                           | Haïti en Action                                           |       |     |             |        |             |               |
|                           | Organisation du peuple en lutte                           |       |     |             |        |             |               |
|                           | Rassemblement des démocrates nationaux progressistes      |       |     |             |        |             |               |
|                           | Fanmi Lavalas                                             |       |     |             |        |             |               |
|                           | Union nationale chrétienne pour la reconstruction d'Haïti |       |     |             |        |             |               |
|                           | Renmen Ayiti                                              |       |     |             |        |             |               |
|                           | Platfom Pitit Desalin                                     |       |     |             |        |             |               |
|                           | Vérité                                                    |       |     |             |        |             |               |
|                           | Konvansyon Inite Demokratik                               |       |     |             |        |             |               |
|                           | Bouclier                                                  |       |     |             |        |             |               |
|                           | Rassemblement des patriotes haïtiens                      |       |     |             |        |             |               |
|                           | Consortium                                                |       |     |             |        |             |               |
|                           | Pou nou tout                                              |       |     |             |        |             |               |
|                           | Ligue Dessalinienne                                       |       |     |             |        |             |               |
|                           | Konbit Nasyonal                                           |       |     |             |        |             |               |
|                           | Autres partis                                             |       |     |             |        |             |               |
|                           | Indépendants                                              |       |     |             |        |             |               |
|                           |                                                           |       |     |             |        |             |               |
| Votes valides             |                                                           |       |     |             |        |             |               |
| Votes blancs et invalides |                                                           |       |     |             |        |             |               |
| Total                     | Total                                                     |       | 100 | 30          | 10     | 30          | en stagnation |
| Abstention                |                                                           |       |     |             |        |             |               |
| Inscrits/Participation    |                                                           |       |     |             |        |             |               |